# Rhinagrion schneideri
Rhinagrion schneideri – gatunek ważki z rodziny Philosinidae. Endemit Filipin; stwierdzony na wyspach Leyte i Samar.
Gatunek ten opisali Vincent J. Kalkman i Reagan Joseph Villanueva w 2011 roku na łamach czasopisma „International Journal of Odonatology”. Holotypem jest samiec odłowiony w 1992 roku nad rzeką San Isidro w gminie Hinabangan w prowincji Samar na wyspie Samar. Wymiary holotypu: długość ciała 47 mm (w tym odwłoka 38 mm), długość przedniego skrzydła 27 mm.